# Festival du film de Busto Arsizio
Pour les articles homonymes, voir BAFF.

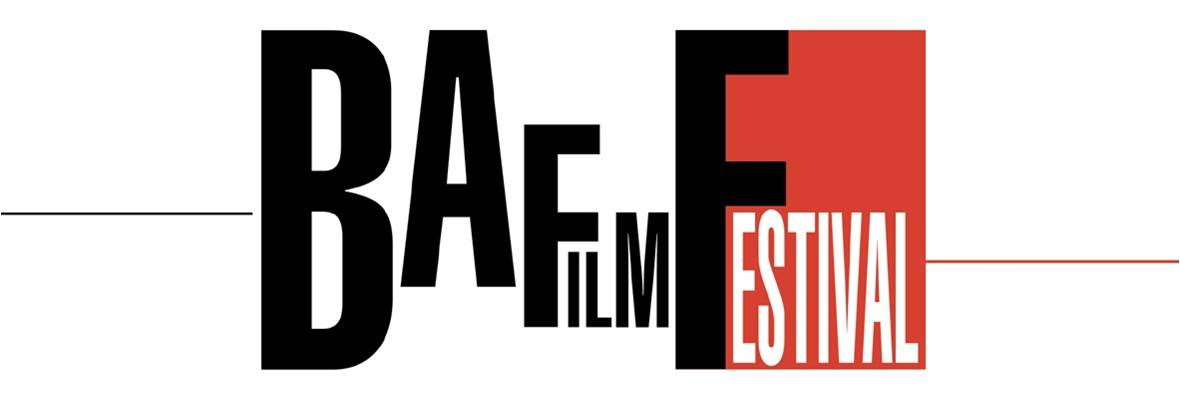
Logo du festival

Le Festival du film de Busto Arsizio (ou B.A. Film Festival ou BAFF) est un festival de cinéma italien situé à Busto Arsizio créé en 2003. Le directeur artistique du festival est Stefano Della Casa.
L'édition 2016 a été présenté au Festival international du film de Rome 2015 en collaboration avec le Cinecittà Luce et l'Université libre des langues et de la communication.